# Стуршё, Микаэль
Микаэль Стуршё (фин. Mikael Storsjö) (род. 22 декабря 1957 года) — финский предприниматель, журналист и политический активист, казначей финской правозащитной организации «Electronic Frontier Finland», член совета Финско-Российского гражданского форума, председатель правления шведского общества «Pro Caucasus», являющегося издателем ИА «Кавказ-центр», муниципальный депутат горсовета Хельсинки (2009—2013) от партии «Зелёный союз». Приобрёл известность в Финляндии в 2004 году благодаря поддержке им информационного агентства «Кавказ-центр» после отключения сервера агентства на территории Литвы.
13 июня 2012 года был приговорён к лишению свободы условно на 4 месяца за организацию нелегального въезда граждан иностранных государств на территорию Финляндии.

## Поддержка «Кавказ-центра»
Осуществление деятельности «Кавказ-центра» с территории Литвы было прекращено осенью 2004 года в результате давления на литовские власти со стороны России после теракта в Беслане и публикации «Кавказ-центром» сообщения Шамиля Басаева, в котором тот взял на себя ответственность за проведение теракта. Вскоре после этого Стуршё предложил «Кавказ-центру» хостинг на территории Финляндии, что вызвало негативную реакцию тогдашнего министра иностранных дел Финляндии Эркки Туомиоя, заявившего о невозможности применения к материалу «Кавказ-центра» понятия «свобода слова». Тогда же действия Стуршё в отношении «Кавказ-центра» привлекли внимание Полиции государственной безопасности Финляндии, представители которой, согласно утверждению Стуршё, оказывали на него давление с целью остановки работы сайта. Спустя короткое время после начала работы в Финляндии «Кавказ-центр» приостановил свою деятельность и часть материалов была перенесена на сервер в Швеции. Премьер-министр РФ Михаил Фрадков в ходе своего визита в Финляндию 26 октября 2004 года поздравил своего коллегу Матти Ванханена с закрытием сайта, на что Ванханен в свою очередь заявил о непричастности финских властей к закрытию сайта. Работа «Кавказ-центра» на сервере Стуршё в Финляндии была возобновлена лишь 12 мая 2005 года. Практически сразу же Стуршё начал через сайт сбор пожертвований для чеченских сепаратистов.

## Ограничения вещания «Кавказ-центра»
Микаэль Стуршё неоднократно выступал с заявлениями по поводу ограничения деятельности «Кавказ-центра» различными странами и организациями. В частности, после конфискации шведской полицией сервера «Кавказ-центра» в мае 2006 года Стурше выступил с критикой действий международного прокурора в Стокгольме Хокана Росваля, назвав их скандальными и противозаконными.

## Оценки деятельности в российских СМИ
В российских СМИ характеризуется как «владелец и редактор информационного портала чеченских сепаратистов», «спонсор и администратор сайта „Кавказ-центр“», «министр пропаганды имарата Кавказ» (со ссылкой на «финских правозащитников»).

## Уголовное преследование
Микаэль Стуршё подвергся уголовному преследованию на территории Финляндии. Помимо разбирательств, связанных с осуществлением деятельности «Кавказ-центра», Стуршё проходил по делу, инициированному группой граждан, об организации нелегальной иммиграции чеченцев на территорию Финляндии в период с 2007 по 2010 годы. По мнению коллеги Стуршё, секретаря «Финско-российского гражданского форума» Керкко Паананена, группа инициировавших разбирательство граждан состояла из пророссийски настроенных граждан — публициста Йохана Бекмана и пастора Юхи Молари.
9 мая 2011 года финский суд полностью оправдал Стуршё, признав, что он действовал исключительно из гуманитарных соображений и альтруизма. Однако надворный суд Хельсинки (суд второй инстанции) 13 июня 2012 года, отменив оправдательный приговор, приговорил Стуршё за организацию нелегального въезда граждан иностранных государств на территорию Финляндии к лишению свободы условно на 4 месяца. Суд отметил, что такое его решение связано с противозаконными действиями Стуршё, что не может быть оправдано никакими мотивами.